# ベンチュリ

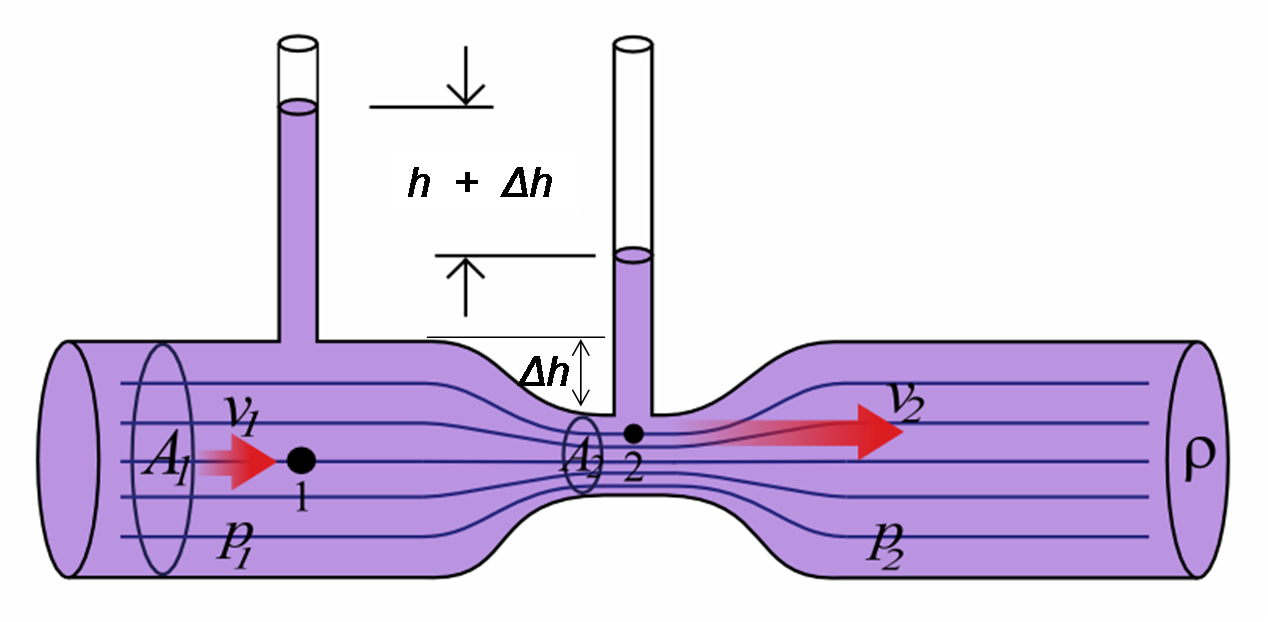
ベンチュリ計の図。"1"での圧力は"2"よりも高い。"2"での流速は"1"よりも高い。

ベンチュリ（英: Venturi effect）は、流体の流れを絞ることによって、流速を増加させて、低速部にくらべて低い圧力を発生させる機構である。イタリアの物理学者ジョヴァンニ・バッティスタ・ヴェントゥーリにちなむ。ベンチュリ効果を応用した管をベンチュリ管（Venturi tube）、計測器をベンチュリ計（Venturi meter）という。
連続の式から、流量が一定のとき流れの断面積を狭くすると流速は増加する。流体が非圧縮性であるとき、すなわち密度が一定であるとき、右の図で
{\displaystyle v_{2}={\frac {A_{1}}{A_{2}}}v_{1}}
となる。
ベルヌーイの定理から流速が高くなると圧力は低くなる。液体を扱う場合として、ガソリンを吸入するエンジンのキャブレター、霧吹き、エアブラシ等に使われている。

## ベンチュリ計による流量の計測
ベンチュリ管は流量の計測にも用いられる（ベンチュリ計）。流量の計測では絞る前の部分（図の点"1"）と絞り部（図の点"2"）の圧力を測定し、各断面の断面積が既知であるなら、連続の式とベルヌーイの定理から理論的に流量が求められる。
ここで、流体は非圧縮性で密度は ρ = 一定とし、定常流とする。絞る前の管の断面積・流速・圧力・水頭をそれぞれ A1 , v1 , p1 , z1 、絞り部の管の断面積・流速・圧力・水頭をそれぞれ A2 , v2 , p2 , z2 、流量をQ 、重力加速度をg とすると、ベルヌーイの定理より次の式が成り立つ。
{\displaystyle {\frac {p_{1}}{\rho }}+{\frac {{v_{1}}^{2}}{2}}+gz_{1}={\frac {p_{2}}{\rho }}+{\frac {{v_{2}}^{2}}{2}}+gz_{2}}
連続の式より成り立つ
{\displaystyle Q=A_{1}v_{1}=A_{2}v_{2}\quad \Rightarrow \quad v_{1}={\frac {Q}{A_{1}}},v_{2}={\frac {Q}{A_{2}}}}
を代入し、また管路が水平とすればz1 = z2 であり、点1と点2での差圧を
{\displaystyle h={\frac {p_{1}-p_{2}}{\rho g}}}
と置けば、理論的な流量Q は次のようになる。
{\displaystyle Q={\frac {A_{2}}{\sqrt {1-(A_{2}/A_{1})^{2}}}}{\sqrt {2gh}}}
実用上は、慣性力や粘性によるエネルギー損失が起こるので、実用的な流量を求める式として次のようになる。
{\displaystyle Q=C{\frac {A_{2}}{\sqrt {1-(A_{2}/A_{1})^{2}}}}{\sqrt {2gh}}}
ここで、C は流量係数と呼ばれ、一般的には C = 0.96～0.99 となる。流量係数には計算の便宜上から
{\displaystyle Q=K{\sqrt {h}}}　ただし　{\displaystyle K={\frac {A_{2}}{\sqrt {1-(A_{2}/A_{1})^{2}}}}{\sqrt {2g}}}
となるK も用いられることがある。